# Даисуке Мацуј
Даисуке Мацуј (јап. 松井 大輔; 11. мај 1981) јапански је фудбалер.

## Каријера
Током каријере је играо за Кјото Санга, Ле Ман, Сент Етјен и многе друге клубове.

## Репрезентација
За репрезентацију Јапана дебитовао је 2003. године. Наступао је на Светском првенству (2010. године) с јапанском селекцијом. За тај тим је одиграо 31 утакмица и постигао 1 гол.

## Статистика
| Јапан  | Јапан   | Јапан  |
| Година | Наступи | Голови |
| ------ | ------- | ------ |
| 2003.  | 1       | 0      |
| 2004.  | 0       | 0      |
| 2005.  | 3       | 1      |
| 2006.  | 0       | 0      |
| 2007.  | 2       | 0      |
| 2008.  | 7       | 0      |
| 2009.  | 8       | 0      |
| 2010.  | 8       | 0      |
| 2011.  | 2       | 0      |
| Укупно | 31      | 1      |

## Трофеји

### Клуб
- Царски куп (1): 2002.

### Јапан
- Азијски куп (1): 2011.